# Listă de filme de groază din 1990
Aceasta este o listă de filme de groază din 1990.
| Titlu                                        | Regizor                         | Distribuție                                                      | Țara                                                                               | Note                |
| -------------------------------------------- | ------------------------------- | ---------------------------------------------------------------- | ---------------------------------------------------------------------------------- | ------------------- |
| The Amityville Curse                         | Tom Berry                       | Kim Coates, Jan Rubes, Cassandra Gava                            | Canada · Statele Unite ale Americii                                                | [ 1 ]               |
| Baby Blood                                   | Alain Robak                     | Emmanuelle Escourrou, Jean-François Gallotte, Christian Sinniger | Franța                                                                             | [ 2 ]               |
| Bandh Darwaza                                | Shyam Ramsay, Tulsi Ramsay      |                                                                  | India                                                                              | [ 3 ]               |
| Basket Case 2                                | Frank Henenlotter               | Kevin Van Hentenryck, Annie Ross, Kathryn Meisle                 | Statele Unite ale Americii                                                         | [ 4 ]               |
| Bloodmoon                                    | Alec Mills                      | Leon Lissek, Christine Amor, Ian Williams                        | Australia                                                                          | Slasher film        |
| Brain Dead                                   | Adam Simon                      | Bill Pullman, Bill Paxton                                        | Statele Unite ale Americii                                                         | [ 6 ]               |
| Bride of Re-Animator                         | Brian Yuzna                     | Jeffrey Combs, Bruce Abbott, Claude Earl Jones                   | Statele Unite ale Americii                                                         | [ 7 ]               |
| Buried Alive                                 | Frank Darabont                  | Jennifer Jason Leigh, Peg Shirley, David Youse                   | Statele Unite ale Americii                                                         | [ necesită citare ] |
| A Cat in the Brain                           | Lucio Fulci                     | Lucio Fulci, Malisa Longo, Jeoffrey Kennedy                      | Italia                                                                             | [ 8 ]               |
| Child's Play 2                               | John J. Lafia                   | Alex Vincent, Jenny Agutter, Gerrit Graham                       | Statele Unite ale Americii                                                         | [ 9 ]               |
| The Dark Side of the Moon                    | D.J. Webster                    | Will Bledsoe, Joe Turkel                                         | Statele Unite ale Americii                                                         | [ 10 ]              |
| Daughter of Darkness                         | Stuart Gordon                   | Mia Sara, Jack Coleman, Robert Reynolds                          | Statele Unite ale Americii                                                         | [ 11 ]              |
| Dead Girls                                   | Dennis Devine                   | Angela Eads, Kay Schaber                                         |                                                                                    | [ 12 ]              |
| Def by Temptation                            | James Bond III                  | James Bond III, Kadeem Hardison, Bill Nunn                       | Statele Unite ale Americii                                                         | [ 13 ]              |
| The Exorcist III                             | William Peter Blatty            | George C. Scott, Ed Flanders, Brad Dourif                        | Statele Unite ale Americii                                                         | [ 14 ]              |
| Flatliners Dincolo de moarte                 | Joel Schumacher                 | Kiefer Sutherland, Julia Roberts, Kevin Bacon                    | Statele Unite ale Americii                                                         | [ 15 ]              |
| Frankenhooker                                | Frank Henenlotter               | Charlotte Kemp, James Lorinz, Judy Grafe                         | Statele Unite ale Americii                                                         | [ 16 ]              |
| Frankenstein Unbound                         | Roger Corman                    | John Hurt, Raul Julia, Nick Brimble                              | Statele Unite ale Americii                                                         | [ 17 ]              |
| Ghoul School                                 | Timothy O'Rawe                  | Jackie Martling, Richard Bright, Ashley Segal                    | Statele Unite ale Americii                                                         | [ 18 ]              |
| Graveyard Shift                              | Ralph S. Singleton              | David Andrews, Kelly Wolf, Stephen Macht                         | Statele Unite ale Americii                                                         | [ 19 ]              |
| Gremlins 2: The New Batch                    | Joe Dante                       | Zach Galligan, Phoebe Cates, John Glover                         | Statele Unite ale Americii                                                         | [ 20 ]              |
| Grim Prairie Tales                           | Wayne Coe                       | James Earl Jones, Brad Dourif, Will Hare                         | Statele Unite ale Americii                                                         | [ 21 ]              |
| The Guardian                                 | William Friedkin                | Jenny Seagrove, Dwier Brown, Carey Lowell                        | Statele Unite ale Americii                                                         | [ 22 ]              |
| Hardware                                     | Richard Stanley                 | Dylan McDermott, Stacey Travis, John Lynch                       | Regatul Unit al Marii Britanii și al Irlandei de Nord · Statele Unite ale Americii | [ 23 ]              |
| The Haunting of Morella                      | Jim Wynorski                    | David McCallum, Nicole Eggert, Chris Halsted                     | Statele Unite ale Americii                                                         | [ 24 ]              |
| A Holy Place                                 | Djordje Kadijevic               | Mira Banjac, Aleksandar Bercek, Branka Pujic                     | Iugoslavia                                                                         | [ necesită citare ] |
| House 5                                      | Claudio Fragasso                | David Brandon, Barbara Bingham, Gene LeBrock                     | Italia                                                                             | [ 25 ]              |
| I Bought a Vampire Motorcycle                | Dirk Campbell                   | Neil Morrissey, George Rossi, Burt Kwouk                         | Regatul Unit al Marii Britanii și al Irlandei de Nord                              | [ 26 ]              |
| I'm Dangerous Tonight                        | Tobe Hooper                     | Mädchen Amick, Corey Parker, Daisy Hall                          | Statele Unite ale Americii                                                         | Television film     |
| Initiation: Silent Night, Deadly Night 4     | Brian Yuzna                     | Dani Klein, Neith Hunter, Allyce Beasley                         | Statele Unite ale Americii                                                         | [ 28 ]              |
| It                                           | Tommy Lee Wallace               | John Ritter, Richard Thomas, Annette O'Toole                     | Statele Unite ale Americii                                                         | Television film     |
| Jacob's Ladder                               | Adrian Lyne                     | Tim Robbins, Elizabeth Peña                                      | Statele Unite ale Americii                                                         | [ 26 ]              |
| Killer Crocodile II                          | Giannetto De Rossi              | Debra Karr, Anthony Crenna, Thomas Moore                         | Italia · Statele Unite ale Americii                                                | [ necesită citare ] |
| Leatherface: The Texas Chainsaw Massacre III | Jeff Burr                       | Kate Hodge, Viggo Mortensen, William Butler                      | Statele Unite ale Americii                                                         | [ 30 ]              |
| Linnea Quigley's Horror Workout              | Kenneth J. Hall                 | Linnea Quigley, Randall Harvey, Patricia Harras                  | Statele Unite ale Americii                                                         | [ necesită citare ] |
| Maniac Nurses Find Ecstasy                   | Léon Paul De Bruyn              | Nicole Gyony, Csilla Farago, Hajni Brown                         | Belgia · Ungaria · Statele Unite ale Americii                                      | [ 31 ]              |
| Masque of the Red Dead                       | Alan Birkinshaw                 | Frank Stallone, Brenda Vaccaro, Herbert Lom                      | Statele Unite ale Americii                                                         | [ 32 ]              |
| Meridian: Kiss of the Beast                  | Charles Band                    | Vernon Dobtcheff, Sherilyn Fenn, Phil Fondacaro                  | Statele Unite ale Americii                                                         | [ 33 ]              |
| Mirage                                       | Bill Crain                      | Jennifer McAllister, Todd Caldecott                              | Statele Unite ale Americii                                                         | [ necesită citare ] |
| Mirror, Mirror                               | Marina Sargenti                 | Karen Black, Yvonne De Carlo                                     | Statele Unite ale Americii                                                         | [ 34 ]              |
| Misery                                       | Rob Reiner                      | Kathy Bates, James Caan, Richard Farnsworth, Lauren Bacall       | Statele Unite ale Americii                                                         | [ 35 ]              |
| Nightbreed                                   | Clive Barker                    | Craig Sheffer, Anne Bobby, David Cronenberg                      | Canada · Statele Unite ale Americii                                                | [ 36 ]              |
| The Night Brings Charlie                     | Tom Logan                       | Chuck Whiting, Al Arasim, Keith Hudson                           | Statele Unite ale Americii                                                         | [ 37 ]              |
| Night of the Dribbler                        | Jack Bravman                    | Fred Travalena, Gregory Calpakis, Flavia Carrozzi                | Statele Unite ale Americii                                                         | [ 38 ]              |
| Night of the Living Dead                     | Tom Savini                      | Tony Todd, Patricia Tallman, Tom Towles                          | Statele Unite ale Americii                                                         | Film remake         |
| Night Shadow                                 | Randolph Cohlan                 | Kato Kaelin, Alta LaFlame, Orien Richman                         | Statele Unite ale Americii                                                         | [ 40 ]              |
| Pledge Night                                 | Paul Ziller                     | Lawton Paseka, Will Kempe, Arthur Lundquist                      | Statele Unite ale Americii                                                         | [ 41 ]              |
| Predator 2                                   | Stephen Hopkins                 | Danny Glover, Gary Busey, Rubén Blades                           | Statele Unite ale Americii                                                         | [ 42 ]              |
| Prom Night III: The Last Kiss                | Ron Oliver, Peter R. Simpson    | Tim Conlon, Cyndy Preston, David Stratton                        | Canada                                                                             | Direct-to-video     |
| Psycho IV: The Beginning                     | Mick Garris                     | Anthony Perkins, Henry Thomas, Olivia Hussey                     | Statele Unite ale Americii                                                         | Television film     |
| The Reflecting Skin                          | Philip Ridley                   | Viggo Mortensen, Duncan Fraser, Guy Buller                       | Canada · Regatul Unit al Marii Britanii și al Irlandei de Nord                     | [ necesită citare ] |
| Repossessed                                  | Bob Logan                       | Charlotte Kemp, Leslie Nielsen, Linda Blair                      | Statele Unite ale Americii                                                         | [ 44 ]              |
| Shock 'Em Dead                               | Mark Freed                      | Troy Donahue, Traci Lords, Laurel Wiley                          | Statele Unite ale Americii                                                         | [ 45 ]              |
| The Sleeping Car                             | Douglas Curtis                  | David Naughton, Judie Aronson, Kevin McCarthy                    | Statele Unite ale Americii                                                         | [ 46 ]              |
| Slumber Party Massacre III                   | Sally Mattison                  | Keely Christian, Brittain Frye, M. K. Harris                     | Statele Unite ale Americii                                                         | [ 47 ]              |
| Sorority House Massacre II                   | Jim Wynorski                    | Stacia Zhivago, Michelle Verran                                  | Statele Unite ale Americii                                                         | [ necesită citare ] |
| Sundown: The Vampire in Retreat              | Anthony Hickox                  | David Carradine, Bruce Campbell                                  | Statele Unite ale Americii                                                         | [ 48 ]              |
| Syngenor                                     | George Elanjian Jr.             | Jeff Doucette, Christopher Burgard, Melanie Shatner              | Statele Unite ale Americii                                                         | [ 49 ]              |
| Tales from the Darkside: The Movie           | John Harrison                   | Deborah Harry, Christian Slater, Rae Dawn Chong                  | Statele Unite ale Americii                                                         | [ 50 ]              |
| Tremors                                      | Ron Underwood                   | Kevin Bacon, Fred Ward, Finn Carter                              | Statele Unite ale Americii                                                         | [ 51 ]              |
| Two Evil Eyes                                | Dario Argento, George A. Romero | Adrienne Barbeau, E. G. Marshall, Harvey Keitel                  | Italia · Statele Unite ale Americii                                                | [ 52 ]              |
| Voodoo Dawn                                  | Steven Fierberg                 | Tony Todd                                                        | Statele Unite ale Americii                                                         | [ 53 ]              |
| Watchers II                                  | Thierry Notz                    | Marc Singer, Tracy Scoggins, Jonathan Farwell                    | Canada · Statele Unite ale Americii                                                | [ 54 ]              |
| Wheels of Terror                             | Christopher Cain                | Sharon Thomas, Fred Sugerman                                     | Statele Unite ale Americii                                                         | Television film     |
| Witchcraft II: The Temptress                 | Mark Woods                      | Charles Solomon Jr., Delia Sheppard, Kirsten Wagner              | Statele Unite ale Americii                                                         | [ 56 ]              |
| Witchcraft III: The Kiss of Death            | Rachel Feldman                  | Charles Solomon Jr., Alexa Jago, Ahmad Reese                     | Statele Unite ale Americii                                                         | [ 57 ]              |
| Xtro II: The Second Encounter                | Harry Bromley Davenport         | Jan-Michael Vincent, Paul Koslo, Tara Buckman                    | Canada                                                                             | [ 58 ]              |